# Black Dyke Band

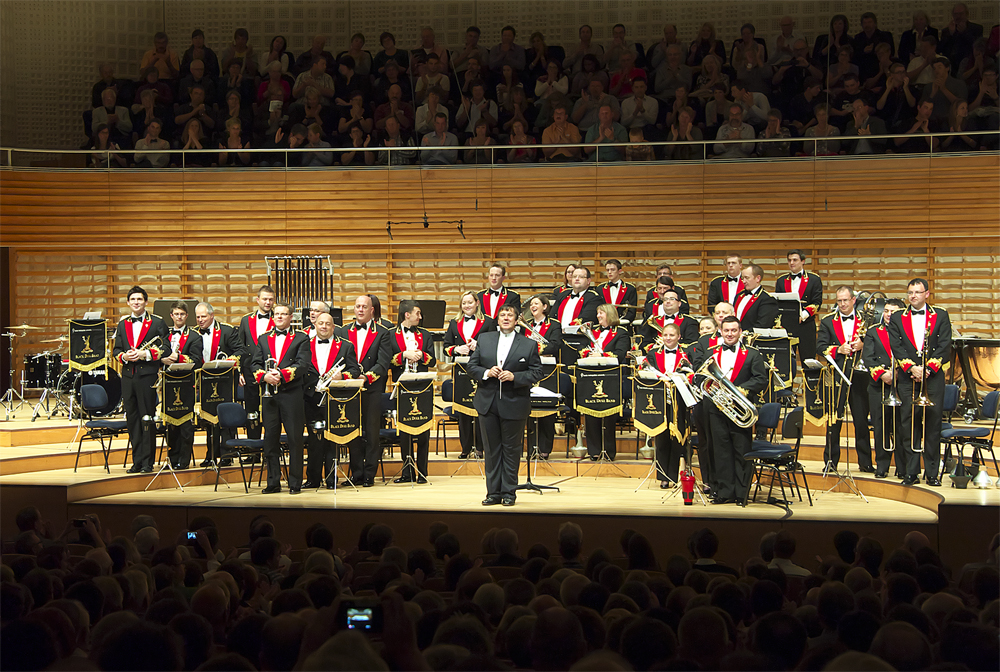
Black Dyke Band am World Band Festival Luzern

Die Black Dyke Band, früher Black Dyke Mills Band, ist eine der ältesten und bekanntesten englischen Brassbands.

## Geschichte

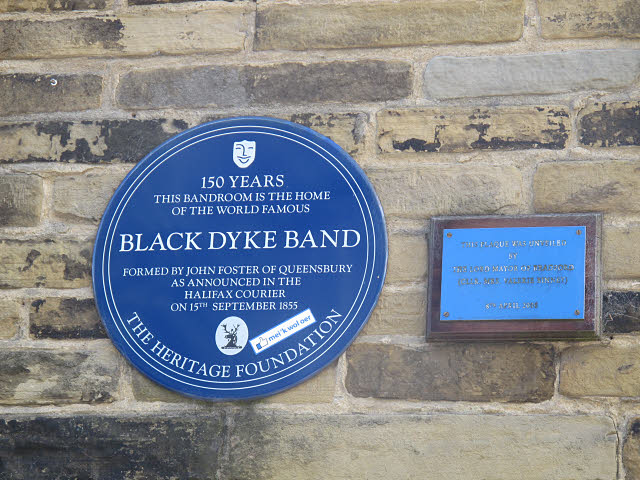
Plakette in Bradford, wo auch Paul McCartney 1968 mit der Band probte

Im Jahre 1816 formierte Peter Wharton in Queenshead (Yorkshire), eine Blasmusikband, die mit wechselhaftem Erfolg und stark schwankenden Mitgliederzahlen existierte. Daraus entstand 1833 die erfolgreichere Queenshead Band mit ehemaligen Musikern. Sie können als Vorläufer der dann 1855 durch den Waldhornspieler und Textilfabrikanten John Foster gegründeten Black Dyke Mills Band angesehen werden. Die Gruppe trat in Uniformen auf, die in der Textilfabrik Black Dyke Mills hergestellt wurden. Die meisten Mitspieler aus der Gründungszeit arbeiteten in der Mill und lebten in Queensbury (West Yorkshire), vormals Queenshead. Die Band ist seit Gründung ununterbrochen aktiv und studiert die musikalischen Werke immer noch in den originalen Proberäumen ein. Sie arbeitete unter anderem an dem Soundtrack OVO von Peter Gabriel für die Millennium Dome Show von 2000 mit.

## Aufnahmen
Die Band hat in ihrer langjährigen Spielzeit über 300 Aufnahmen veröffentlicht, die erste davon bereits 1904. Neben typischer Brass Band Literatur wurden auch viele Transkriptionen klassischer Werke eingespielt, unter anderem in der CD-Reihe „Spectacular Classics“ des Labels OBRASSO Records. Darüber hinaus gab es Gemeinschaftsproduktionen mit Tori Amos, Peter Gabriel und der Band The Beautiful South sowie 2009 eine Konzerttournee in Australien mit James Morrison.
Eine bekannte Aufnahme ist die B-Seite einer Single, herausgegeben 1968 unter dem Namen John Foster & Sons Ltd Black Dyke Mills Band im Plattenlabel Apple Records der Band The Beatles. Die A-Seite enthält das Instrumentalstück Thingumybob von Lennon/McCartney, die B-Seite eine Instrumentalversion des Beatles-Songs Yellow Submarine.

## Auszeichnungen
Die Black Dyke Band gewann zahlreiche nationale und internationale Preise, zuletzt 2009 zum 22. Mal die nationalen englischen Brass Band Meisterschaften.
Sie trat im Oktober 1993 als erste britische Brass Band in der New Yorker Carnegie Hall auf, dazu im Oktober 1994 als erste Brass Band überhaupt im Royal College of Music.
Dirigent und Musikalischer Leiter ist der Waliser Euphonist Nicholas Childs.